# Boom (P.O.D.)
Boom è un singolo del gruppo musicale alternative metal P.O.D., uscito il 7 giugno 2002. La traccia fa parte dell'album Satellite. La canzone, nell'anno di uscita, è stata molto trasmessa dalle radio statunitensi ed ha riscosso un buon successo.

## Tracce
1. Boom – 3:08

## Formazione
- Paul "Sonny" Sandoval - voce
- Marcos Curiel - chitarra
- Mark "Traa" Daniels - basso
- Noah "Wuv" Bernardo - batteria